# ムーンライティング
| 専門評論家によるレビュー | 専門評論家によるレビュー |
| レビュー・スコア         | レビュー・スコア         |
| 出典                     | 評価                     |
| ------------------------ | ------------------------ |
| Allmusic                 | link                     |

『ムーンライティング』（Moonlighting）は、フュージョン・バンド、ザ・リッピントンズが1986年にリリースしたアルバム。
ザ・リッピントンズのデビュー・アルバムであり、オリジナルはアメリカではPassport Jazzが、日本ではアルファより発売。後に移籍したGRPより再発される。
リーダーのラス・フリーマンの友人であるデイヴィッド・ベノワが「Mirage」に参加、この曲はラスとの共作「The Benoit / Freeman Project」でセルフカバーしている。また、デイヴィッドは『ライヴ・イン・L.A.』でも参加。サックス奏者はケニー・Gが「She Likes to Wacth」と「Open All Night」で、デイヴ・コーズ（デイヴィッド・コーズでクレジット）がEWIで「Intimate Strangers」に参加している。デイヴは後年のアルバムに参加しているが、ケニーはこのアルバムにしか参加していない。

## トラック・リスト
| 全作曲: ラス・フリーマン。 |                                                             |       |                  |      |
| #                          | タイトル                                                    | 作詞  | 作曲・編曲       | 時間 |
| 1.                         | 「ムーンライティング - "Moonlighting"」                     |       | ラス・フリーマン | 6:41 |
| 2.                         | 「シー・ライクス・トゥ・ウォッチ - "She Likes to Watch"」   |       | ラス・フリーマン | 5:33 |
| 3.                         | 「アンジェラ - "Angela"」                                   |       | ラス・フリーマン | 4:45 |
| 4.                         | 「ドリームス - "Dreams"」                                   |       | ラス・フリーマン | 5:08 |
| 5.                         | 「ミラージュ - "Mirage"」                                   |       | ラス・フリーマン | 4:18 |
| 6.                         | 「カリプソ・カフェ - "Calypso Cafe"」                       |       | ラス・フリーマン | 4:42 |
| 7.                         | 「オープン・オール・ナイト - "Open All Night"」             |       | ラス・フリーマン | 4:48 |
| 8.                         | 「インティメイト・ストレンジャーズ - "Intimate Strangers"」 |       | ラス・フリーマン | 5:40 |
| 合計時間:                  | 合計時間:                                                   | 43:35 |                  |      |

## パーソネル
- ラス・フリーマン (Russ Freeman) – ギター、シンセサイザー、キーボード
- グレッグ・カルーカス (Gregg Karukas) – キーボード、シンセサイザー
- ジミー・ジョンソン (Jimmy Johnson) – フレットレスベース
- ビル・ランフィアー (Bill Lanphier) – ベース
- トニー・モラレス (Tony Morales) – ドラム
- スティーヴ・リード (Steve Reid) – パーカッション、プログラミング、E-muサウンドスケイプ
- デイヴィッド・ベノワ (David Benoit) – ピアノ
- ケニー・G (Kenny G) – ソプラノ・サックス
- デイヴ・コーズ (Dave Koz) – 電子管楽器
- ブランダン・フィールズ (Brandon Fields) – アルト・サックス